# Eurydice racovitzai
Eurydice racovitzai är en kräftdjursart som beskrevs av Mihai Bacescu 1949. Eurydice racovitzai ingår i släktet Eurydice och familjen Cirolanidae. Inga underarter finns listade i Catalogue of Life.